# Polystichum hitoyoshiense
Polystichum hitoyoshiense är en träjonväxtart som beskrevs av Kurata. Polystichum hitoyoshiense ingår i släktet Polystichum och familjen Dryopteridaceae. Inga underarter finns listade.